# Жабыня
Жабыня (укр. Жабиня) — село в Зборовской городской общине Тернопольского района Тернопольской области Украины.
Код КОАТУУ — 6122684502. Население по переписи 2001 года составляло 525 человек.
До 2020 года входило в Зборовский район.

## Географическое положение
Село Жабыня находится в 1,5 км от правого берега реки Зварыч,
на расстоянии в 1 км от села Кальное.

## История
- 1469 год — дата основания.

## Объекты социальной сферы
- Школа I—II ст.
- Дом культуры.
- Фельдшерско-акушерский пункт.